# Garinei und Giovannini
Garinei und Giovannini waren das Duo, das aus den Theaterautoren Pietro Garinei (* 1. Februar 1919 in Triest; † 9. Mai 2006 in Rom) und Sandro Giovannini (* 10. Juli 1915 in Rom; † 26. April 1977 ebenda) bestand und das über dreißig Jahre erfolgreiche musikalische Komödien verfasste.

## Leben
Die beiden Journalisten veröffentlichten 1944 die Revue „Cantachiaro“, in der Anna Magnani spielte und das nach ihrem gleichnamigen satirischen Blatt benannt war; von da an entwickelten sich Garinei und Giovannini zu den bedeutendsten Schöpfern des italienischen Musiktheaters, die sich zwischen klassischen Revuen und musikalischen Komödien, insbesondere von 1951 bis 1975, bewegten und zahlreiche Publikumserfolge feiern konnten.
Den Wendepunkt und Durchbruch zum großen Erfolg stellt dabei das Jahr 1952 dar, als das Duo auf den sich ändernden Publikumsgeschmack mit der Hinwendung zur (teils nach US-amerikanischem Vorbild gestalteten, aber auch Elemente der Revue aufnehmenden) Musikkomödie reagierten und mit Attanasio cavallo vanesio ein erstes Werk dieser neuen Gattung vorlegten. Das 1956 aufgeführte Buonanotte Bettina, in dem Walter Chiari und Delia Scala spielten, gilt als eines der Hauptwerke von Garinei und Giovannini.
Die beiden Autoren schrieben ihre Stücke für alle Theatergrößen Italiens; unter den Uraufführenden ihrer Werke befinden sich Totò, Erminio Macario, Carlo Dapporto, Alberto Sordi, Nino Manfredi, Aldo Fabrizi und Marcello Mastroianni. Die musikalischen Beiträge schufen sie oft in Zusammenarbeit mit dem Komponisten Gorni Kramer, der oft als „dritter Mann des Duos“ bezeichnet wurde. Andere Komponisten, mit denen Garinei und Giovannini arbeiteten, waren Armando Trovajoli, Domenico Modugno und Renato Rascel.
Neben ihren 49 Bühnenarbeiten verfasste das Duo auch Drehbücher (etliche ihrer Stücke wurden verfilmt) und war für achtzig Tourneen durch über zwanzig Länder verantwortlich. Auch das Fernsehen bot ihnen Beschäftigung, so mit der Debütsendung Duecento al secondo und ihrem größten Bildschirmerfolg, Il Musichiere; der von Mario Riva präsentiert wurde.
Nach dem Tode Giovannini setzte Garinei die Karriere alleine fort. Stücke wie Taxi a due piazze (1984), Se il tempo fosse un gambero (1986) oder I sette re di Roma (1989) führten die lange Erfolgsreihe fort.

### Bühnenwerke
Revuen
- 1946: Si stava meglio domani
- 1947: Domani è sempre domenica
- 1948: Col naso lungo e le gambe corte
- 1948: Al Grand Hotel
- 1949: Sogno di una notte di quest'estate
- 1950: Il diavolo custode
- 1950: La bisarca
- 1950: Black and white
- 1951: Gran baldoria
- 1952: Gran Baraonda (mit Wanda Osiris, Alberto Sordi und dem Quartetto Cetra)
- 1953: Caccia al tesoro
- 1953: Made in Italy (mit Erminio Macario und Wanda Osiris)

Musikalische Fabeln
- 1952: Attanasio cavallo vanesio (mit Renato Rascel)
- 1953: Alvaro piuttosto corsaro (mit Renato Rascel)
- 1954: Tobia la candida spia (mit Renato Rascel)

Musikalisches Abenteuer
- 1954: Giove in doppiopetto (mit Carlo Dapporto und Delia Scala)

Musikalische Komödien
- 1955: La padrona di Raggio di luna (mit Andreina Pagnani und Ernesto Calindri)
- 1955: Carlo, non farlo! (mit Carlo Dapporto, Lauretta Masiero, Lisetta Nava, Elio Pandolfi und dem Quartetto Cetra)
- 1955: La granduchessa e i camerieri (mit Wanda Osiris, Gino Bramieri, Riccardo Billi und Mario Riva)
- 1956: Buonanotte Bettina (mit Walter Chiari, Delia Scala, Paolo Panelli und Odoardo Spadaro; erneute Inszenierungen 1957 und 1963)
- 1957: Un paio d'ali (mit Renato Rascel, Giovanna Ralli und Mario Carotenuto)
- 1957: L'adorabile Giulio (mit Carlo Dapporto, Delia Scala, Paolo Panelli und Teddy Reno)
- 1958: Un trapezio per Lisistrata (mit Paolo Panelli, Mario Carotenuto, Nino Manfredi eúnd Delia Scala)
- 1960: Un mandarino per Teo (mit Walter Chiari, Alberto Bonucci, Ave Ninchi und Sandra Mondaini)
- 1960: Rascelinaria (mit Renato Rascel)
- 1961: Delia Scala show (mit Delia Scala)
- 1961: Rinaldo in campo (mit Domenico Modugno, Delia Scala, Franco Franchi und Ciccio Ingrassia)
- 1961: Enrico '61 (mit Renato Rascel)
- 1962: Rugantino (mit Nino Manfredi, Lea Massari, Bice Valori und Aldo Fabrizi)
- 1964: Il giorno della tartaruga (mit Renato Rascel und Delia Scala)
- 1966: Ciao Rudy (mit Marcello Mastroianni; erneut 1972 aufgeführt)
- 1967: Viola, violino e viola d'amore (mit Enrico Maria Salerno und den Kessler-Zwillingen)
- 1969: Angeli in bandiera (mit Gino Bramieri und Milva)
- 1970: Alleluja brava gente (mit Renato Rascel und Gigi Proietti)
- 1974: Aggiungi un posto a tavola (mit Johnny Dorelli, Daniela Goggi, Paolo Panelli und Bice Valori)

### Produzierte und inszenierte Stücke
- 1966: La voce dei Padroni (mit Alighiero Noschese)
- 1966: La strana coppia (mit Renato Rascel und Walter Chiari)
- 1966: L'alba, il giorno e la notte (mit Paolo Panelli und Bice Valori)
- 1968: Lo sai che non ti sento quando scorre l'acqua (mit Gino Bramieri und Lia Zoppelli)
- 1970: Promesse… promesse… (1970) (mit Johnny Dorelli und Catherine Spaak)
- 1970: Giochi da ragazzi (mit Paolo Stoppa und Enrico Maria Salerno)
- 1973: Cielo, mio marito (mit Gino Bramieri, Ombretta Colli, Marisa Merlini und Stefano Satta Flores)
- 1974: Ragazzi Irresistibili (mit Nino Taranto und Aldo Fabrizi)
- 1975: Felicibumta (mit Gino Bramieri)
- 1976: Fra un anno alla stessa ora (mit Enrico Maria Salerno und Giovanna Ralli)
- 1976: Assurdamente Vostri